# Claudia Klein (Fußballspielerin)
Claudia Klein (* 24. September 1971) ist eine ehemalige deutsche Fußballspielerin und -trainerin.

## Werdegang
Klein begann ihre Karriere im Alter von sechs Jahren beim Siegburger Turnverein, wo sie in diversen Jungenmannschaften spielte. 1983 wechselte sie zum FC Sankt Augustin, bevor sie sich 1990 Grün-Weiß Brauweiler anschloss. Mit Brauweiler gewann sie 1991 als Außenseiter sensationell den DFB-Pokal gegen den Meister TSV Siegen und schaffte den Aufstieg in die Bundesliga. Der zweite Pokalsieg folgte 1994 erneut gegen den TSV Siegen. Dafür konnten die Siegenerinnen im gleichen Jahr das Meisterschaftsfinale gegen Brauweiler für sich entscheiden. Am 31. Juli 1994 debütierte sie bei einem Spiel gegen die USA in der deutschen Nationalmannschaft. 1995 wurde sie das erste Mal Frauenfußball-Europameisterin in Kaiserslautern und zwei Monate später Frauenfußball-Vizeweltmeisterin in Schweden.
Die erfolgreichsten Jahre ihrer Karriere waren die Jahre 1997 und 2002. Am 8. Juni 1997 stand sie mit Grün-Weiß Brauweiler zum dritten Mal im Finale um die deutsche Meisterschaft. Gegner in Duisburg war der FC Rumeln-Kaldenhausen. Im Elfmeterschießen gelang ihr der entscheidende Treffer zur einzigen Meisterschaft von Brauweiler. Eine Woche später gewann sie zum dritten Mal den DFB-Pokal nach einem 3:1-Finalsieg über den FC Eintracht Rheine. Auch hier leitete sie mit ihrem 1:0 den Pokalsieg ein. Weitere vier Wochen später gewann sie mit der Nationalmannschaft zum zweiten Mal die Fußball-Europameisterschaft der Frauen in Norwegen. Das Finale gegen Italien war ihr sechstes und letztes Länderspiel. 1998 wechselte sie zu den Sportfreunden Siegen, wo sie die erste Spielertrainerin der Bundesliga wurde. Parallel trainierte sie die Nachwuchsmannschaft vom Fußballverband Mittelrhein, mit denen sie 1999 den Mittelrheinpokal gewann. Im Jahr 2000 erreichte sie erneut das Pokalfinale, musste sich jedoch mit ihrer Mannschaft dem 1. FFC Frankfurt mit 1:2 geschlagen geben. Nachdem Siegen für die Saison 2001/02 keine Lizenz mehr erhalten hatte, wechselte sie zum 1. FFC Frankfurt. Mit den Hessinnen wurde sie noch einmal Meisterin, Pokalsiegerin und die erste Champions-League-Siegerin, bevor sie 2002 aus Verletzungsgründen ihre Karriere beendete.

## Erfolge
- Vizeweltmeisterin 1995
- Europameisterin 1995, 1997
- Deutsche Meisterin 1997, 2002
- DFB-Pokalsiegerin 1991, 1994, 1997, 2002
- Championsleague-Siegerin 2002
- Supercup-Siegerin 1994, 1997
- Hallenmasters-Siegerin 1994, 1997, 2000